# Европа (мифология)
Евро́па (др.-греч. Εὐρώπη) — в древнегреческой мифологии дочь финикийского царя. Имя её предположительно происходит от финикийского «заход», Запад.

## Личность Европы
Дочь Агенора (сын Посейдона) и Телефассы.

### Похищение Европы Зевсом
По легенде, Зевс явился Европе, игравшей с подругами на берегу моря, в виде белого быка и похитил её, увезя на своей спине на остров Крит. По другой версии, он не сам превратился в быка, а послал животное за ней. На острове Крит Зевс принял вид прекрасного юноши и овладел Европой. От этого союза родились Минос, Радамант и Сарпедон.
По местному мифу, Зевс возлежал с ней под платаном у Гортины. Согласно прасийским монетам, в ветвях самого платана, причём Зевс стал птицей. По версии Антимаха, Европа была скрыта Зевсом в пещере.
По другой версии, Европу скрывали в местечке Тевмесс в Беотии, супругом Европы называли Зевса-беотийца.
Впоследствии Европа вышла замуж за Астериона, царя Крита, который, умирая бездетным, оставил власть над островом усыновлённым и воспитанным им сыновьям Европы от Зевса.
С мифом о Европе связана и история её брата Кадма — когда Зевс похитил Европу, Агенор направил сыновей на её розыски, наказав без неё не возвращаться. Однако Дельфийский оракул Аполлона указал Кадму, «чтобы он о Европе не беспокоился», и тот, так и не разыскав сестру, основал город Фивы. Ю. Б. Циркин обобщает попытки братьев похищенной Европы её найти как попытку древних греков объяснить процесс финикийской колонизации:

Отец Европы, Агенор, очень горевал о потере дочери. И он решил найти её. Так как сам Агенор был уже стар, то он послал своих сыновей на её поиски. И сыновья Агенора — Финик, Килик, Фасос, Кадм отправились в разные стороны на поиски сестры. Финик побывал и на некоторых островах Эгейского моря, и в Африке, странствовал он поблизости от Тира. Килик обосновался на юго-востоке Малой Азии, в области, которая по его имени стала называться Киликией. Фасос поселился на острове, получившем своё имя от него. А Кадм после долгих приключений, в том числе после пребывания во Фракии, на северном побережье Эгейского моря и на ряде его островов, прибыл в Грецию.

### Анализ мифа
Миф о Европе, несомненно, носит след зооморфизма, подобно сродным с ним сказаниям о Кадме и Минотавре. Кроме Крита, Европа почиталась в Фивах, как местное божество. Геродот рационализирует сказание о Европе и считает её дочерью финикийского царя, которую похитили из Тира критские купцы. Он же полагает, что после Крита Европа переселилась в малоазиатскую Ликию:

Эта страна получила своё имя от тирийской Европы (раньше ведь она была безымянной, как и другие части света). Но все же эта женщина Европа происходит из Азии и никогда не приходила в ту землю, которая теперь у эллинов называется Европой. Она прибыла из Финикии только на Крит, а с Крита в Ликию.

Георгий Монах сообщает, что Европу похитил критский царь Тавр (Ταύρος).
А. Ф. Лосев указывает на Европу как на изначально хтоническое божество, чьё имя, означающее «широкоглазая» (эпитет луны) или «широкогласная», является коррелятом архаичного Зевса Евриопа («широкогласного»), восходящего к догреческим культам Северной Греции и Малой Азии. Другим хтоническим вариантом Зевса, связанным с Европой, был почитавшийся в эпирской Додоне; их сыном считался Додон. Почитавшаяся в Беотии Деметра-Европа считалась матерью Трофония.
Лукиан Самосатский указывает на идентичность почитавшихся в Сидоне Европы, Селены и Астарты:
В Финикии есть также и другое великое святилище, которым владеют сидоняне; как говорят местные жители, оно посвящено Астарте. Мне кажется, что Астарта — это та же Селена. Впрочем, один из финикийских жрецов мне рассказывал, что храм этот посвящен Европе, сестре Кадма и дочери царя Агенора. После исчезновения Европы финикияне выстроили ей храм; они рассказывают священное предание о том, как красота Европы возбудила в Зевсе любовь и как он, превратившись в быка, похитил её и прибыл с нею на Крит. То же слышал я и от других финикиян. И на сидонских монетах постоянно встречается изображение Европы, сидящей на быке-Зевсе. Тем не менее сидоняне отрицают, что храм их посвящен Европе.

## Образ в искусстве
- Европа — действующее лицо трагедии Эсхила «Карийцы, или Европа» (фр. 99 Радт), комедий Евбула и Платона.
- Похищение Европы — сюжет многих живописных полотен (Тициан, Веронезе, Рембрандт, Г. Рени, Клод Лоррен, Ф. Буше, Г. Моро, В. Серов, Франческо Альбани, Берхем, Джордано и др.):

- «Похищение Европы»
Тициан, 1560–1562
- «Похищение Европы»
Рембрандт,  1632
- «Похищение Европы»
Гвидо Рени,  1637–1639
- «Похищение Европы»
Лука Джордано, Между 1675—1676
- «Похищение Европы»
Тьеполо, 1720–1722
- «Похищение Европы»
Франсиско Гойя, 1772
- «Похищение Европы»
Валентин Серов, 1910

- В Москве на площади Европы у Киевского вокзала сооружён так называемый фонтан «Похищение Европы»[16]: сплетение труб из сплава никеля, хрома и титана должно символизировать рога плывущего быка. По другим данным, сплетение труб из нержавеющей стали олицетворяет голову быка — Зевса и девушку — Европу, заключённую в его рогах[17].

Работа «Похищение Европы» создана бельгийским скульптором-авангардистом Оливье Стребелем и была подарена Бельгией Москве.
- В Одессе на Большой фонтанной дороге (9 станция Большого фонтана) установлен в 1994 году в честь 200-летия города фонтан «Похищение Европы» (скульптор Токарев А. П., архитектор Чепелев В. Н.)
- На Крите в городе Агиос Николаос на набережной установлена скульптура Быка-Зевса и Европы.

- Скульптура «Похищение Европы» в Москве
- Фонтан «Похищение Европы» в Одессе
- Скульптура «Похищение Европы» на Крите

- На тему мифа американским скульптором Полом Маншипом[англ.] создана скульптура Полёт Европы.
- Один из романов Константина Федина носит название Похищение Европы

## В астрономии
В честь Европы названы спутник Юпитера Европа — один из открытых Галилео Галилеем в начале XVII века, — и астероид (52) Европа, открытый в 1858 году. Название спутнику было дано Симоном Марием в 1614 году, а ещё ранее предложено Иоганном Кеплером.

## В нумизматике и бонистике
- На германских банкнотах 5 марок 1948 года изображена сцена похищения Европы.
- Похищение Европы изображено на кипрской монете номиналом 50 центов, имевшей хождение в 90-х годах XX века.
- Также Европа на быке изображена на аверсе монеты в 2 евро, выпущенной банком Греции при присоединении страны к зоне Евро и имеющей хождение по сей день.
- На новых евробанкнотах нанесён водяной знак «Европа» из греческой мифологии. Первой в новом исполнении выпущена банкнота в 5 евро (02.05.13), второй — 10 евро (23.09.14). Этот же знак запланирован и для следующих номиналов.